# Уэйл, Джозеф
Джозеф Уэйл (англ. Joseph Weil, по прозвищу Жёлтый парень англ. Yellow Kid; 1 июля 1875, Чикаго, Иллинойс, США — 26 февраля 1976, Чикаго, Иллинойс, США) — аферист из США. Его доход от мошеннических операций оценивается в 8 миллионов долларов.

## Биография
Родился в 1875 году в Чикаго. Свою карьеру он начал работая подавальщиком в одном из низкопробных салунов, но вскоре перешёл к самостоятельному бизнесу — стал коммивояжером, продающим фальшивое средство от глистов, в дальнейшем он значительно усовершенствовал свои аферы и применял настоящий артистический талант во время их реализации. Популярен слух о том, что в 1889 году Уэйл умудрился продать богатому старателю, проезжавшему через Иллинойс, курицу по цене золотого самородка. Именно из этого слуха произошёл термин «куриный наггет». Уэйл бросил школу и начал работать инкассатором в бурно развивающейся ростовщической индустрии своего родного города в возрасте 17 лет. Уэйл заметил, что его сверстники оставляют себе небольшие части доходов босса. За часть, предложенную Уэйлу, он не делился своими знаниями об их вероломстве. Многие согласились. Его занятия переросли в рэкет. Под опекой чикагского мошенника Дока Меривезера Уэйл начал совершать мелкие мошенничества в 1890-х годах на публичных распродажах эликсира Меривезера, главным ингредиентом которого была дождевая вода.
Прозвище «Желтый ребенок» впервые было использовано в 1903 году и произошло от комикса «Переулок Хогана и Желтый ребенок». Поработав некоторое время с мошенником Фрэнком Хоганом, чикагский олдермен «Бассейный Джон» Кофлин связал эту пару с комиксом: Хоган был Хоганом, а Уэйл стал Желтым Малышом. «Было опубликовано много ошибочных историй о том, как я получил это прозвище», — писал Уэйл в своей автобиографии. «Говорили, что это из-за того, что я носил желтые замшевые перчатки, желтые жилеты, желтые гетры и желтую бороду. Все это было неправдой. Я никогда не носил такую одежду, и у меня не было бороды».
За свою карьеру Уэйл работал, среди прочего, с мошенниками Доком Мериуэзером, Билли Уоллом, Уильямом Дж. Уинтербиллом, Бобом Коллинзом, полковником Джимом Портером, Ромео Симпсоном, «Толстяком» Левином, Джеком Мейсоном, Тимом Нортом и Джорджем Гроссом.
«Желание получить что-то задаром очень дорого обошлось многим людям, которые имели дело со мной и другими мошенниками», — пишет Уэйл. «Но я обнаружил, что так оно и есть. По моим подсчетам, среднестатистический человек на девяносто девять процентов животное и на один процент человек. Девяносто девять процентов животных доставляют очень мало проблем. Но один процент людей — причина всех наших бед. Когда люди поймут — в чем я сомневаюсь, — что они не могут получить что-то задаром, преступность уменьшится, и мы заживем в большей гармонии».
Среди успешных афер Уэйла обман итальянского диктатора Бенито Муссолини на 2 миллиона долларов, организацию поддельных боев за призы, продажу «говорящих» собак и продажу богатых нефтью земель, которые ему не принадлежали. Уэйл утверждал, что обманул брата Эндрю Меллона на 500 000 долларов в афере с серебряным рудником в Колорадо.
Ничем другим в своей жизни кроме мошенничества Джозеф не занимался. До последнего дня он мечтал о новых авантюрах, и на вопрос: «Хотели бы вы провернуть еще одну аферу?», который ему задали когда его возраст был 100 лет, Джозеф не задумываясь ответил: «Я мечтаю об этом, как голодная собака о мозговой косточке».
Биограф Уэйла, У. Т. Брэннон, писал о «сверхъестественном знании» Уэйлом человеческой натуры. «У каждой из моих жертв в сердце была воровство», — язвительно заметил Уэйл. Впоследствии сценаристы Голливуда сняли фильм — «Афера», по мотивам реальных приключений Уэйла, в котором главную роль сыграл Пол Ньюмен.

### Тюремное заключение
В общей сложности Уэйл провёл в тюрьме шесть лет, причем половину из них — в тюрьме Ливенворт.